# Saint-Sauveur-Gouvernet
Saint-Sauveur-Gouvernet é uma comuna francesa na região administrativa de Auvérnia-Ródano-Alpes, no departamento de Drôme. Estende-se por uma área de 19,32 km². Em 2010 a comuna tinha 188 habitantes (densidade: 9,7 hab./km²). Segundo os censos de 1999, tem uma densidade de 10 hab/km².